# لیهیت زغدانه
لیهیت زغدانه (انگلیسی: Lehit Zeghdane؛ زادهٔ ۳ اکتبر ۱۹۷۷) بازیکن فوتبال اهل فرانسه است.
از باشگاه‌هایی که در آن بازی کرده‌است می‌توان به باشگاه فوتبال دارلینگتون، باشگاه فوتبال سدان، و باشگاه فوتبال اف۹۱ دودلانژ اشاره کرد.